# Mutia
Mutia é um município de  quinta classe de renda municipal (d) na província Zamboanga do Norte, nas Filipinas. De acordo com o censo de 1 de maio  de  2020 possui uma população de 11 726 pessoas e 3 004 domicílios.